# Généreux (1785)
Pour les articles homonymes, voir Généreux.
Le Généreux est un navire de guerre français en service de 1785 à 1800, puis britannique jusqu'en 1816 (sous le nom d'HMS Genereux). C'est un vaisseau de ligne portant 74 canons sur deux ponts.

## Construction
Le Généreux, un navire de la classe Téméraire, est construit aux chantiers de Rochefort ; il est lancé en 1785.
L'armement est de 74 canons :

28 canons de 36 livres en première batterie ;

30 canons de 18 livres en seconde batterie ;

16 canons de 8 livres 
et 4 caronades de 36 livres sur les gaillards.

## Carrière
En 1793, lorsque la guerre reprend avec l'Angleterre, le Généreux stationne à Toulon. Le 29 août, la ville, en pleine agitation contre-révolutionnaire, ouvre ses portes à la flotte anglaise qui y débarque une armée. L’escadre est neutralisée. La contre-offensive des armées républicaines force cependant les Anglais à évacuer. Le Généreux a la chance d'échapper à l'incendie du 18-19 décembre qui détruit huit vaisseaux. 
En 1798, il fait partie de l'escorte qui accompagne les troupes vers l'Égypte. Placé à l'arrière-garde de la ligne française, il est l’un des deux seuls navires à réussir à s'enfuir à la bataille d'Aboukir (1798). Juste après, au large de la Crète, il rencontre le HMS Leander (de 50 canons), le 18 août 1798. Lors du combat qui suivit, malgré ses 100 morts et 180 blessés, le Généreux capture le vaisseau britannique qui avait de son côté 35 morts et 57 blessés.
En 1800, alors qu'il accompagne un convoi pour Corfou, alors sous domination française, le commandant Lejoille décida de bombarder Brindisi et fut tué par la riposte de la ville. La ville fut finalement capturée.
Lors de la bataille du convoi de Malte, le Généreux est capturé. Très endommagé, il fut convoyé à Mahón par les frères Archibald et Thomas Cochrane. Réparé, il passe dans la Royal Navy sous le nom de HMS Genereux ou HMS Généreux. Il est démonté en 1816.

## Pavillon
Lors de sa capture durant la bataille du convoi de Malte, son grand pavillon est récupéré par l'Amiral Nelson et envoyé comme trophée à Norwich. Il y sera exposé jusqu'en 1897, puis à nouveau en 1905 à l'occasion du centenaire de la bataille de Trafalgar. Entre juillet et octobre 2017, il est à nouveau exposé après avoir été restauré.
Le pavillon d'environ 17 m de large et 8 m de long est dans un très bon état de conservation par rapport à son âge et sa fragilité.